# Iopamidol
Iopamidol (INN, tên thương mại Iopamiro, Isovue, Iopamiron, và Niopam) là một chất cản quang iod không ion, ít thẩm thấu, được phát triển bởi Bracco.
Nó có sẵn ở các nồng độ khác nhau, từ 200 đến 370 mgI/mL.

## Sử dụng lâm sàng
Iopamidol chủ yếu được sử dụng sau đây:
- Chụp mạch máu trên toàn hệ thống tim mạch, bao gồm chụp động mạch não và ngoại biên, chụp động mạch vành và tâm thất, chụp động mạch tim nhi, chụp động mạch nội tạng chọn lọc và động mạch chủ, chụp tĩnh mạch ngoại biên (chụp cắt lớp)
- Chụp cắt lớp qua đường tĩnh mạch cho người lớn và trẻ em và tăng cường độ tương phản ở người lớn và trẻ em của chụp cắt lớp vi tính trên đầu và chụp cắt lớp (CECT)

Cân nhắc điều dưỡng: Các thế hệ tương phản IV sớm mang độc tính thận đáng kể, đòi hỏi phải đánh giá liên tục chức năng thận. Chất lỏng IV và PO được khuyến khích hoạt động bài để tạo điều kiện bài tiết tương phản. Có một huyền thoại phổ biến trong y học và điều dưỡng là bệnh nhân có thể bị dị ứng với iod ngược lại, tuy nhiên, có bằng chứng đáng kể ngược lại. Đây có thể là một sự nhầm lẫn liên quan đến các phản ứng tương phản với các thế hệ tương phản IV đầu tiên có độ thẩm thấu đủ cao để gây ra sự thoái hóa của các tế bào mast có biểu hiện tương tự như sốc phản vệ do giải phóng histamine lớn. Không cần đánh giá bệnh nhân dị ứng với iod hoặc động vật có vỏ vì dị ứng với iod là không thể sinh lý ở bệnh nhân ổn định huyết động. Dị ứng với iod sẽ ngay lập tức biểu hiện là sốc phản vệ quá mức do sự hiện diện của iod trong triiodothyronine (T3) và thyroxine (T4). Dị ứng động vật có vỏ đã được chứng minh là do protein được tạo ra bởi các sinh vật, không phải do iod.